# Johan Jacob Ekman (1771–1814)

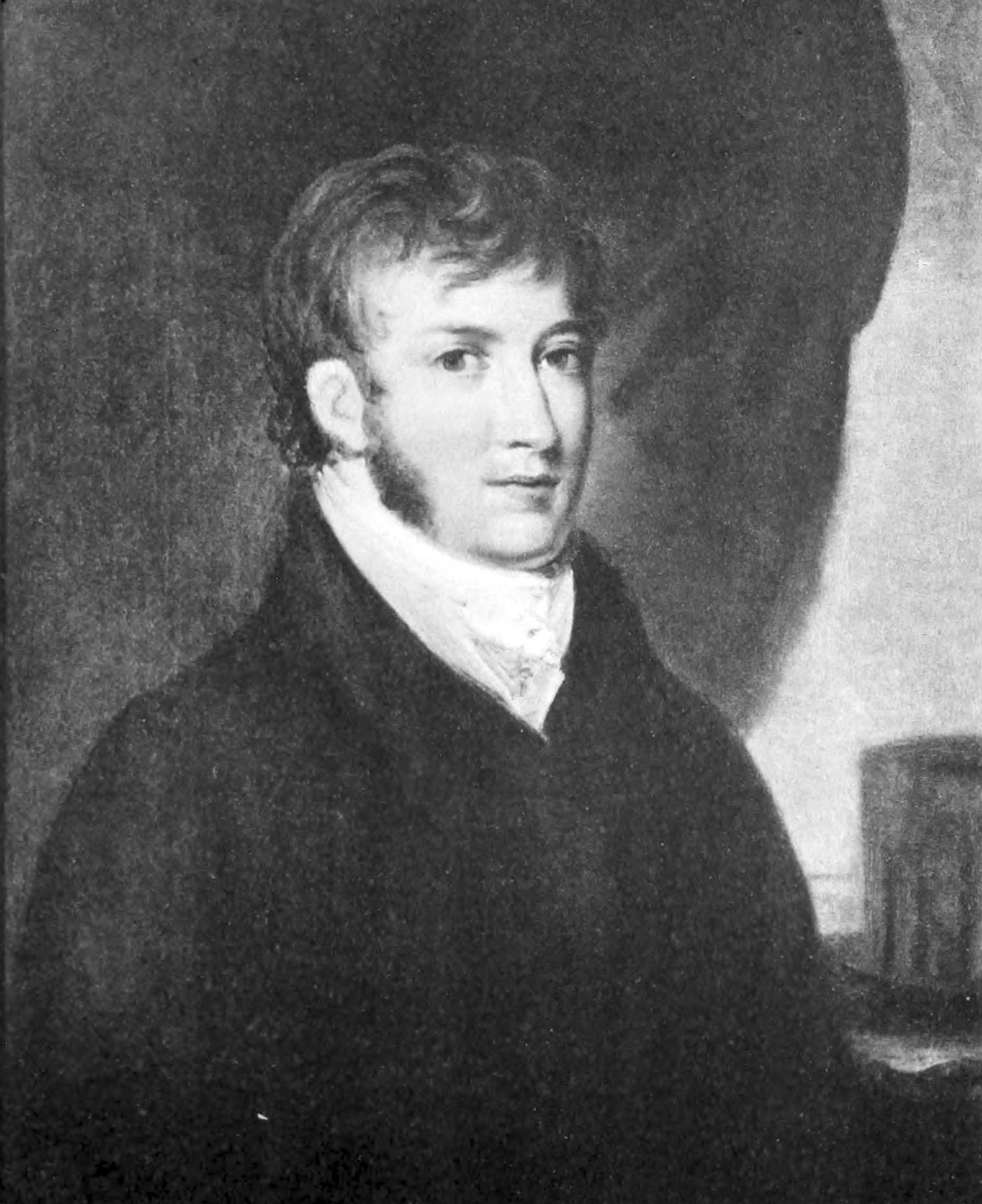
Johan Jacob Ekman. Oljemålning

Johan Jacob Ekman, född 30 januari 1771 i Göteborg, död 18 november 1814 i Göteborg, var en svensk läkare och konstsamlare. Han tillhörde släkten Ekman från Göteborg och var från 1804 överläkare vid Sahlgrenska sjukhuset i Göteborg.

## Biografi
Ekman var i sin ungdom elev vid de herrnhutiska läroanstalterna i Christiansfeld (Sønderjylland) och Niesky (Sachsen). Från 1791 till 1796 studerade han vid universiteten i Lund och Uppsala fram till medicinsk doktorgrad - disputation 18 juni 1796 - graden tilldelad året efter. Från hösten 1796 och till juni 1803 företog Ekman en sexårig studieresa, som förde honom till Danmark, Tyskland, Österrike, Italien, Frankrike och England där han dels studerade medicin och naturvetenskap för några av tidens främsta auktoriteter, dels själv praktiserade som läkare. Han hade föreläsare som: Matthias Saxtorph och Frederik Ludvig Bang i Köpenhamn, Hufeland och Loder i Jena, Johann Peter Frank och Franz Joseph Gall i Wien med flera. Under en ny resa uppehöll han sig en längre tid i Italien och nära två år i Paris, där han, som ledamot av medicinska societeten, hade i uppdrag att författa revyer av utkommande tyska medicinska arbeten
I Italien var det främst hans konstintreese som upptog honom. Han blev där bland annat god vän med den danske bildhuggaren Bertel Thorvaldsen. Från sin långa studieresa hade han med sig hem dels en samling av kemiska, fysiska och elektriska apparater, dels en konstamling, som ännu finns kvar uppdelad bland hans ättlingar. Om hans mineralsamlingar uttalade Berzelius att de är "väl icke mycket stora, men innehålla ganska utvalda och högst lärorika stuffer".
Ekman var från hösten 1795 en av anstiftarna till Göteborgs läkaresällskap (1845) och senare av klubben för medicinare i Göteborg Faculteten. Han anställdes 1804 som läkare vid Sahlgrenska sjukhuset i Göteborg, vilken befattning han innehade till sin död. Den 11 mars 1805 efterträdde han den legendariske Pehr Dubb som överläkare och ordförande för Sahlgrenska sjukhusets direktion.
Med grundliga insikter som läkare förenade Ekman en djup fond av vetande i flera kunskapsarter, särskilt kemi och fysik, och underhöll i vetenskapliga ämnen brevväxling med flera av utlandets lärde. Hans efterlämnade bibliotek och konstsamlingar vittnade, liksom hans samtidas erkännande, om hans framstående plats som estetiker och konstkännare.

## Familj
Johan Jacob Ekman var son till handlanden Peter Petersson Ekman (Peter III Ekman) och Hedwig Boëthius och bror till kommerserådet Gustaf Henric Ekman. Gift 16 juli 1810 i Göteborg med Sara Minten (1785-1842), dotter till köpman Johan Minten och Sara M. von Öltken från Göteborg. I äktenskapet föddes två söner: 1812 Oscar Ekman och 1815 Emil Ekman, den sistnämnde efter faderns död i "maghinneinflammation". Sara Ekman gifte 1816 om sig med den ryske generalkonsuln i Göteborg Conrad Friedrich Lang (1775-1850).
Johan Jakob Ekman är begravd på den Ekmanska gravplatsen vid Kilanda kyrka.